# Ту-2
„Ту-2“ (ФБ, АНТ-58, самолет „103“; название на НАТО Bat) е съветски двумоторен фронтови (тактически) бомбардировач, предназначен за дневни действия, разработен в периода на Втората световна война.
Освен като бомбардировач, Ту-2 е произвеждан и използван във варианти на разузнавателен самолет и торпедоносец. Производството му продължава и след края на войната, приет е на въоръжение и в други държави и е използван и в следвоенните години, като последният Ту-2 е изведен от въоръжение през 1985 г. (във ВВС на НОАК).

## Разработка
През втората половина на 1930-те г. в СССР са създадени конструкторски бюра-затвори, ръководени от НКВД, в които са въдворени едни от най-добрите съветски конструктори на военна техника. Едно от тях е т.нар. ЦКБ-29, в което със своите колективи са изпратени авиоконструкторите В.М. Петляков, В.М. Мясишчев, Д. Л. Томашевич и др.; там, през есента на 1938 г., попада и арестуваният година по-рано А. Н. Туполев. На конструкторите са възложени задачи за проектирането на различни типове самолети, като условието е едно: Когато проектите им бъдат успешно реализирани, тогава те ще бъдат освободени от затвора.

### ПБ
Пред Туполев е поставена задачата да разработи нов бомбардировач, чиито тактико-технически характеристики са съобразени с политическата доктрина на СССР към този момент. Според нея основният враг на Съветския съюз е Великобритания, чиято основна сила е нейният военноморски флот, така че новият бомбардировач трябва да има далечина на полета от 5000 – 6000 km, за да достига основните британски военноморски бази, да лети на височини от порядъка на 10 000 m и същевременно да бъде скоростен пикиращ бомбардировач, понеже е изключително трудно да се улучи маневрираща цел като кораб при бомбопускане от хоризонтален полет.
В резултат групата на Туполев предлага проект за тежък четиримоторен пикиращ бомбардировач с херметични кабини, обозначен като ПБ (Пикиращ Бомбардировач; на руски: Пикирующий бомбардировщик) или АНТ-57 по номенклатурата на старото конструкторско бюро на Туполев. Този самолет така и не е построен (достига само до мащабен дървен проект) предвид рязко изменилата се с началото на Втората световна война външнополитическа обстановка.

### АНТ-58/ФБ
След започването на войната Туполев преценява, че главният враг вече е Германия и необходимостта от тежък четиримоторен самолет за полети на далечни разстояния отпада, а е необходим масов бомбардировач за действия над линията на фронта и близкия противников тил. Всъщност, още когато му е възложена разработката на ПБ, Туполев се опитва да убеди Берия, че създаването на самолет, съчетаващ качествата на стратегически бомбардировач и скоростен пикиращ бомбардировач е изключително трудно, ако не и невъзможно, и предлага двумоторен вариант, но получава категоричен отказ. Затова сега, без знанието на отговорниците от НКВД, неговата група започва паралелната разработка на нов двумоторен бомбардировач на базата на тежкия ПБ, под обозначението ФБ (Фронтови Бомбардировач; рус. Фронтовой бомбардировщик) или АНТ-58. Когато проектът е завършен, затворниците намират начин тайно да го изпратят на самия Сталин в писмо, в което обосновават решението си. Този техен акт предизвиква немалки сътресения в НКВД, но въпреки това проектът ФБ е одобрен (още повече, че в началото на 1940 г. военните, след като разглеждат проектните характеристики на тежкия ПБ, също дават препоръки самолетът да се преработи като двумоторен) и в края на февруари 1940 г. групата на Туполев е откарана в зданието на КОСОС (Конструкторски отдел на сектора за опитно строителство на ЦАГИ), намираща на територията на авиационен завод 156, където вече официално започва работа над проекта ФБ (АНТ-58).

### Самолет „103“
Работата над самолета тръгва бързо, а на новото място проектът получава ново име – самолет „103“, понеже в КОСОС вече е организиран т. нар. Специален технически отдел (рус. Специальный технический отдел; Спецтехотдел) или съкр. СТО: тъй като групата на Туполев пристига трета на това място, затова на техния проект е присвоен шифърът „103“ (напр. първи е изпратен там колективът на В. М. Петляков, чийто проект получава условния шифър „100“, бъдещият Пе-2, втори е Мясишчев с проект „102“ и т.н.). През април 1940 г. е одобрен макетът на самолет 103; през май са представени ескизни проекти на машината: един с двигатели АМ-35А и един с височинни двигатели М-120ТК; през юни е издадено държавно постановление за построяването на три прототипа, но е поставено условие екипажът на триместния до този момент бомбардировач да бъде увеличен на четирима души. Това условие е продиктувано от рапорта на делегацията съветски авиоспециалисти, изпратена в Германия през пролетта на 1940 г. за запознаване с най-новите образци немска военна техника и впечатленията им от компоновката на бомбардировача Junkers Ju 88. Междувременно е взето и решение двигателите АМ-35 да бъдат заменени с по-новите АМ-37.
Вследствие на тези изисквания бомбардировачът „103“ се разработва в три варианта:
- 103 – триместен, с двигатели АМ-37
- 103У – четириместен, с двигатели АМ-37
- 103В – четириместен, с двигатели М-120ТК

На 8 януари 1941 г. започват наземните изпитания на самолет „103“, а на 29 януари той прави първия си полет; на 15 май полита и „103У“. Резултатите от изпитанията показват, че „103“ превъзхожда всички известни до момента самолети от този клас, като скоростта му го прави практически неуловим за съществуващите по това време изтребители. В резултат на 17 юни 1941 г. излиза заповед за серийното производство на четириместния „103У“, но началото на Великата Отечествена война проваля плановете за производството му. През октомври 1941 г. е заповядано заводите, произвеждащи двигателите АМ-37, с които е оборудван „103У“, да преминат към производство на двигатели АМ-38, необходими за щурмовите самолети Ил-2

### Ту-2
Третият прототип „103В“ (В – „Высотный“; на български: Височинен) е разработван за височинните двигатели с течно охлаждане М-120ТК (макс. мощност 1800 hp), но тъй като работата по завършването на този двигател среща непрекъснати трудности, е взето решение на „103В“ да бъдат поставени двигатели с въздушно охлаждане М-82 (макс. мощност 1700 hp). Междувременно, на 19 юли 1941 г., Андрей Туполев и по-голямата част от екипа му са предсрочно освободени от затвора (пълната реабилитация идва едва след 14 години); на 21 юли заминават за завод 166 в Омск, където трябва да бъде осъществено това изискване и да бъде организирано производството на самолета. На 7 октомври 1941 г. А. Н. Туполев е назначен за главен конструктор на завода и, от своя страна, определя за водещ конструктор на новата машина Е. С. Марков, а за водещ инженер – Е. К. Стоман. Самолетът „103В 2М-82“ е готов през ноември 1941 г. и на 15 декември извършва първия си полет. Изпитанията обаче се проточват твърде дълго – до август 1942 г., – най-вече заради проблеми с новите двигатели. На 22 август 1942 г. самолетът, междувременно получил (28 март 1942 г.) името Ту-2, е официално утвърден за приемане на въоръжение и серийно производство, макар че до момента вече са произведени около 40 машини на малки серии.

## Производство
Производството на Ту-2 в малки серии започва през февруари 1942 г. в завод № 166 в Омск, още докато самолетът официално е в процес на изпитания. В началото на октомври същата година серийното производство е спряно (произведени са 80 самолета), а завод 166 преминава към производството на изтребители Як-9 – след разгрома при Харков и мощното немско настъпление към Кавказ, изтребителите са по-нужни в качеството им на отбранително въоръжение. Важна роля оказва и фактът, че въпреки много положителните отзиви от фронта, бомбардировачът все още не задоволява напълно изискванията – заради двигателите М-82 скоростта и таванът му са по-ниски от очакваното.
Серийното производство е възстановено през 1943 г. след битката при Курската дъга, но вече в Москва (в завод № 23). Същевременно Ту-2 е модернизиран с по-добрите двигатели АШ-82ФН (развитие на двигателя М-82) и новият бомбардировач под обозначението Ту-2С („С“ – серийный, сериен) започва да се произвежда в масови серии, като производството му продължава до 1951 г. От 1942 г. до края на 1945 г. са произведени 1216 самолета, а общо до края на серийното му производство са произведени 2527 машини в няколко варианта и модификации.

## Бойна биография
Бойната биография на Ту-2 започва на 14 септември 1942 г., когато три бомбардировача са изпратени в състава на 3-та въздушна армия и са базирани на летище Мигалово край гр. Калинин, където започват войскови изпитания. Още на 27 септември новите бомбардировачи демонстрират мощта си, когато унищожават немски подземен склад за гориво и бойна техника: преди тях целта многократно е атакувана от бомбардировачи Пе-2 със стокилограмови бомби ФАБ-100, но тези бомби се оказват твърде слаби и затова е изпратена тройката Ту-2, въоръжена с еднотонните бомби ФАБ-1000, които съществуващите до момента съветски фронтови бомбардировачи не са пригодени да използват. След прицелно бомбопускане, складът е унищожен.
Първата бойна единица въоръжена с Ту-2 е 132-ри ОБАП (отделен бомбардировъчен авиополк). Полкът получава 29 машини и започва участието си в бойни операции от 5 ноември 1942 г. в състава на Калининския фронт, след което е прехвърлен в състава на Югозападния фронт. Общо на двата фронта са извършени 93 самолетоизлитания, при които са загубени или повредени 9 машини, главно в резултат на технически проблеми с двигателите М-82, – независимо че Ту-2 летят през деня и без изтребително прикритие, нито един от тях не е свален от противников изтребител.
След като на въоръжение постъпва модернизираният Ту-2С и серийното производство е възстановено, употребата на тези бомбардировачи става все по-масирана, а съединенията, въоръжени с този бомбардировач са привличани на най-ключовите участъци от бойните действия. Те участват във Виборгската операция, операция Багратион (където Ту-2 летят с максималното си бойно натоварване от 3000 kg бомби), в битката за Кьонигсберг, в битката за Берлин и т.н. Въпреки това загубите като цяло са минимални – напр. за цялата 1944 г. са загубени 77 Ту-2, като от тях бойните загуби са 45 самолета, 18 са загубени вследствие на аварии и катастрофи, а 18 са изписани като изработили ресурса си, като съотношението загуби-самолетоизлитания е 1:465.
Бомбардировачите Ту-2 участват в бойни действия и в Азия – първо в Съветско-японската война (1945), по-късно и в Корейската война (1950 – 1953), където участват китайски бомбардировачи Ту-2. По време на Корейската война Ту-2 вече е морално остарял самолет и съединенията, въоръжени с него понасят тежки загуби.
Любопитен факт е че, въпреки че Ту-2 е създаден като пикиращ бомбардировач, той нито веднъж не е бил използван в бойни условия като такъв.

## Кратко техническо описание
Ту-2 представлява четириместен двумоторен свободноносещ моноплан с изцяло метална дуралуминиева обшивка, със сдвоено опашно оперение и напълно прибираем в полет колесник.
- Тялото на самолета е полумонококова конструкция и технологично е разделено на три части: носова, средна и опашна. В носовата част е кабината на пилота и щурмана, в средната част се намира бомбовата шахта, а в опашната са двете огневи точки (горна и долна; те са обслужвани от, съответно, стрелец-радист и борден стрелец) за защита на задната полусфера на бомбардировача.
- Крилото е двулонжеронно от кесонен тип, състои се от центроплан и две полукрила; снабдено е с елерони и задкрилки.
- Опашното оперение е свободноносещо с два вертикални стабилизатора с кормила за посока.
- Витломоторната група се състои от два двигателя АШ-82ФН, монтирани под крилото, с трилопатни метални витла с променлива стъпка; по-късните машини са с четирилопатни витла със срязани върхове и автоматично променяща се стъпка. Горивната система е съставена от 14 протектирани резервоара с общ обем 2880 l (при машините, произвеждани от завод № 166 резервоарите са 12, но общият обем е същия).
- Колесникът е триопорен с опашно колело, напълно прибираем в полет.
- Въоръжението на Ту-2 е бомбардировъчно и стрелково. Нормалното бомбово натоварване е 1000 kg, в претоварен вариант – 2000 kg, а максималното бомбово натоварване (при действия по предния край на фронтовата линия) е 3000 kg, като бомбите се поместват във вътрешната бомбова шахта и на външни бордови бомбодържатели. Самата бомбова шахта е скосена под ъгъл от 65° в предната си част, което осигурява свободното излизане на бомбите от нея при пикиране, без да се налага използването на допълнителни устройства – тази бомбова шахта е разработена още за проекта ПБ и остава непроменена при всички бомбардировъчни варианти. Стрелковото въоръжение се състои от две 20-mm оръдия ШВАК, монтирани в основата на крилото (по едно от двете страни на тялото), и от три 12,7-mm картечници УБТ, предназначени за защита на самолета.

## Варианти и модификации
- Самолет „103“ (АНТ-58) – първи летящ екземпляр на самолета. Самолет „103“ е триместен пикиращ бомбардировач с двигатели АМ-37. Максималната му скорост е 635 km/h на височина 8000 m, таванът достига 10 600 m, а далечината на полета – 2500 km. Способен е да носи до 3000 kg бомбов товар; въоръжението му включва 2х20-mm оръдия ШВАК и 6х7.62-mm картечници ШКАС. Не е произвеждан серийно.
- Самолет „103У“ (АНТ-59) – 4-местен вариант на „103“; внесени са някои конструктивни изменения. Скорост – 610 km/h, далечина на полета – 1900 km. Въоръжението е същото, но под крилото са монтирани направляващи за 10 бр. РС-132. Препоръчан за серийно производство, но не е произвеждан.
- Самолет „103В“ (АНТ-60) – вариант на „103“ с двигатели с въздушно охлаждане М-82. Максималната скорост пада на 528 km/h (на вис. 6000 m), а таванът – на 9000 m.
- Ту-2 2М-82 („103ВС“) – копие на „103В“. Внесени са още конструктивни промени, двете отбранителни картечници ШКАС за заменени от големокалибрените УБТ. Произведени 80 самолета.
- Ту-2С (Ту-2 2АШ-82ФН, АНТ-61) – основен вариант на бомбардировача. Недостатъците, отбелязани при Ту-2 2М-82, са отстранени. Двигателите са АШ-82ФН, премахнати са спирачните решетки при пикиране от крилото. Произвеждан в големи серии.
- Ту-2Д (АНТ-62) – бомбардировач за далечно действие с далечина на полета до 2800 km. Увеличени са размахът и площта на крилото, дължината на самолета и горивния запас. Изменена е носовата част на самолета, където е преместен щурманът, а пилотите стават двама, поради натоварването от дългите полети. Изпитанията, приключили през октомври 1945 г., показват, че машината значително превъзхожда съществуващите към момента аналогични съветски бомбардировачи Ил-4 и Ер-2, но поради края на войната не влиза в серийно производство.
- СДБ (АНТ-63) – скоростен дневен бомбардировач. През 1944 г. са произведени 2 екземпляра: първият е 2-местен, с двигатели АМ-39, вторият – 3-местен, с АМ-39Ф. Въоръжението е редуцирано: на първия са оставени само оръдията, на втория само 2 картечници; бомбовият товар достига до 4000 kg (при втората машина). Двата самолета показват добри летални качества, като скоростта им е съответно 645 km/h и 640 km/h. Не е произвеждан серийно, защото се възлагат надежди на модификацията Ту-10.
- Ту-2Р (Ту-6, Ту-2Ф, АНТ-64) – вариант като разузнавателен самолет, съоръжен с разнообразно фотооборудване. Изпитанията започват през 1942 г. и продължават до 1947 г. По време на войната не е произвеждан серийно, въпреки че отделни преоборудвани машини летят като разузнавачи. Приет на въоръжение през март 1947 г. под името Ту-6 и произведен в малка серия[8].
- Ту-2Д (АНТ-65) – бомбардировач за далечно действие с двигатели АМ-44ТК. Първи полет през юли 1946 г.; несъвършенството на двигателите прекратява развитието на проекта.
- Ту-2Д (АНТ-67) – вариант на АНТ-65 с по-икономичните дизелови двигатели АШ-30БФ[9], с цел допълнително увеличаване на далечината на полета; работата по този проект е спряна през 1947 г. отново поради проблеми с двигателите.
- Ту-10 (АНТ-68, временно Ту-4) – модификация на стандартния Ту-2С, отначало с двигатели АМ-39ФНВ (макс. мощност 1850 hp) и малки промени по планера. Самолетът е четириместен, със същото стрелково въоръжение като на Ту-2С, но бомбовият товар е увеличен на 4000 kg. Първи полет на 19 май 1945 г. По-късно двигателите са заменени с АМ-39ФН-2 и след държавните изпитания на новия самолет, той е препоръчан за серийно производство. Дадено му е обозначението Ту-4 (според някои източници е погрешно изпитван под този индекс[10]), но скоро то е прехвърлено на четиримоторния Ту-4, съветско копие на американския Boeing B-29 Superfortress, а новият бомбардировач получава името Ту-10. Произведена е серия от само 10 машини, защото вече ясно се очертават тенденциите за преминаване към строеж на реактивни самолети[11].

- Ту-8 (АНТ-69) – бомбардировач за далечно действие на базата на АНТ-62. Увеличена е площта на крилото (61.26 m2) при непроменена разпереност; двигатели АШ-82ФН, предвижда се да бъдат заменени с перспективните АШ-82М. Екипажът е от 5 души; оръдието остава едно в носа на самолета, отбранителните картечници УБТ са заменени от 20-mm оръдия Б-20 в дистанционно управляеми установки, максималното бомбово натоварване достига до 4500 kg. Самолетът показва далечина полета от 4100 km, но останалите му летателни характеристики са незадоволителни.
- Ту-2 2АШ-83 – опитен екземпляр на серийния Ту-2С. Двигателите са заменени от по-мощните височинни АШ-83ФН. Първи полет през 1945 г. Изпитанията показват значително увеличение на скоростта и тавана при леко намалена далечина на полета. Не е произвеждан серийно.
- ТУ-2Ш – няколко варианта като щурмови самолет. През 1944 г. е изпитван вариант, предназначен за атака на влакови композиции. Той е въоръжен със 76.2-mm оръдие (според други източници оръдието е с калибър 75-mm[12]), монтирано в тялото и презареждано от щурмана. Самолетът преминава наземни изпитания, но конструкторите не успяват да се справят с неутрализирането на енергията от отката на оръдието, предавана на конструкцията на самолета и затова летателни изпитания не са провеждани[13].

Друг вариант под индекса Ту-2Ш, преминава изпитания през 1946 г. Предназначен е за поразяване на жива сила на открито – при него в бомбовата шахта на самолета е монтиран лафет с 88 картечни пистолета ППШ. Въпреки добрата ефективност, краткотрайността на залпа и необходимостта от последващо завръщане за презареждане на батареята от 88 автомата, правят този проект нецелесъобразен, още повече, че приблизително същия ефект се постига и с намиращите се на въоръжение осколъчни авиобомби..
Трети вариант с това име, известен още и като Ту-2Ш/1946 представлява двуместен щурмовик с усилено бордно стрелково въоръжение. Освен двете оръдия ШВАК в основата на крилото, в носа са монтирани и 2х45-mm оръдия НС-45, както и 2x37-mm оръдия НС-37; запазена е едната отбранителна картечница УБТ (тази на щурмана). Не е произвеждан серийно, въпреки сравнително успешните изпитания.
- Ту-2РШР – щурмови самолет на базата на Ту-2Ш/1946 с 57-mm противотанково оръдие РШР, вместо четирите оръдия на предходния вариант, премахнати са и крилните оръдия ШВАК. Установката е разположена в бомбовата шахта, като цевта на оръдието стърчи на 0.5 m пред носа на самолета. Самолетът е двуместен, носовата част е променена, остъклението в нея – премахнато, усилена е средната част. Колесникът е изнесен малко напред. Самолетът преминава успешни изпитания, но не влиза в серийно производство, понеже бойните стрелби показват недостатъчната ефективност на употребата на големокалибрени авиационни оръдия; преценено е, че произвежданият вече Ил-10, е достатъчен за нуждите на щурмовата авиация.
- Ту-2Т – самолет-торпедоносец, разработен на базата на серийния ТУ-2С. Разработката започва през 1944 г., самолетът преминава изпитания през 1945 г., в резултат на които е препоръчано да бъде приет на въоръжение и произвеждан серийно. Производството му започва в завод № 23 през 1946 г., преоборудвани като торпедоносци са и самолетите на няколко бомбардировъчи полка от ВВС на Военноморския флот. От декември 1946 г. започва производството и на самолети ТУ-2Т, приспособени за употреба на реактивните торпеда РАТ. Експлоатиран до замяната на авиационния торпедоносен парк с реактивните Ту-14Т и Ил-28Т.

- Ту-1 (АНТ-63П) – тежък изтребител-прехващач на базата на втория екземпляр СДБ с двигатели АМ-44В. Изпитанията протичат през 1947 г.; на тях самолетът демонстрира скорост от 641 km/h и, таван 11000 m и далечина на полета 2250 km. Оборудване е с бордна РЛС, а въоръжението е много мощно – 2х45-mm оръдия НС-45 и 2x23-mm оръдия НС-23. Поради проблемните двигатели не е произвеждан серийно.
- Ту-2 Параван – самолет за борба с аеростатни баражи на базата на Ту-2С. На носа на машината е монтиран дуралуминиев конус с дължина 6 m, от чийто връх към краищата на крилото са опънати стоманени въжета с диаметър 13,5 mm. На тях има специални режещи пластини, предназначени да прерязват въжетата, прикрепящи аеростатите към земята. Произведени са две опитни машини през 1944 г., но с оглед приближаващият се край на войната, този вариант не се произвежда серийно[16].
- УТБ-2 – учебен самолет, създаден от групата на П. О. Сухой на базата на сериен Ту-2С. Двигателите са заменени от по-маломощните АШ-21 с двулопатни витла. Летателните характеристики са значително занижени. Произведени над 500 машини.
- Ту-2ЛЛ „Летающая лаборатория“ (Летяща лаборатория) – няколко самолета са оборудвани с измервателна апаратура и служат като летящи лаборатории за изпитване на нови образци реактивни двигатели, бордни РЛС, крилати ракети и пр.

На базата на Ту-2 е създаден и реактивният бомбардировач Ту-12, произвеждан в малка серия през 1947 г.

## Основни ТТХ на варианти
|                            | 103У                                                               | Ту-2                                                                                        | Ту-2С                                                             | Ту-2Р                                        | Ту-2Т                                                                               |
| -------------------------- | ------------------------------------------------------------------ | ------------------------------------------------------------------------------------------- | ----------------------------------------------------------------- | -------------------------------------------- | ----------------------------------------------------------------------------------- |
| Година на производство     | 1940                                                               | 1942                                                                                        | 1943                                                              | 1942                                         | 1945                                                                                |
| Дължина, m                 | 13.72                                                              | 13.80                                                                                       | 13.80                                                             | 13.80                                        | 14.42                                                                               |
| Височина, m                | 4.94                                                               | 4.13                                                                                        | 4.55                                                              | 4.55                                         | 4.70                                                                                |
| Размах на крилата, m       | 18.80                                                              | 18.86                                                                                       | 18.86                                                             | 22.06                                        | 22.06                                                                               |
| Площ на крилата, m2        | 48.50                                                              | 48.52                                                                                       | 48.80                                                             | 48.80                                        | 59.05                                                                               |
| Тегло празен, kg           | 7823                                                               | 7601                                                                                        | 7474                                                              | 7546                                         | 10 980                                                                              |
| Нормално полетно тегло, kg | 10 448                                                             | 10 538                                                                                      | 10 360                                                            | 10 320                                       | 16 300                                                                              |
| Двигатели мощност, hp      | 2 х АМ-37 1400                                                     | 2 х М-82 1850                                                                               | 2 х АШ-82ФН 1850                                                  | 2 х АШ-82ФН 1850                             | 2 х АШ-82ФН 1850                                                                    |
| Максимална скорост, km/h   | 610                                                                | 521                                                                                         | 547                                                               | 548                                          | 500                                                                                 |
| Таван на полета, m         | 10 500                                                             | 9000                                                                                        | 9500                                                              | 9050                                         | 7700                                                                                |
| Далечина на полета, km     | 1900                                                               | 2020                                                                                        | 2100                                                              | 2280                                         | 3800                                                                                |
| Въоръжение                 | 2x20-mm оръдия ШВАК 5х7.62-мм картечници ШКАС 1000 – 2000 kg бомби | 2x20-mm оръдия ШВАК 3х7.62-мм картечници ШКАС 1х12.7-mm картечница УБТ 1000 – 3000 kg бомби | 2x20-mm оръдия ШВАК 3х12.7-mm картечници УБТ 1000 – 3000 kg бомби | 2x20-mm оръдия ШВАК 3х12.7-mm картечници УБТ | 2x20-mm оръдия ШВАК 1х12.7-mm картечници УБТ 2х950-kg торпеда 45-36 или морски мини |

## Оператори
- България

През 1947 г. България получава самолети-торпедоносци „Ту-2Т“, които са базирани край Балчик и влизат в състава на 25-и разузнавателен (минно-торпеден) авиополк, впоследствие 3-та бомбардировъчна авиодивизия.
- Индонезия
- Китай – от края на 1949 до 1951 г. ВВС на НОАК получава около 340 бомбардировача „Ту-2“ и 40 учебни „УТБ-2“. Последният китайски „Ту-2“ е изведен от въоръжение през 1985 г.

- Северна Корея
- Полша
- Румъния
- СССР
- Унгария